# Salina Olsson
Salina Kristin Olsson, född 29 augusti 1978 i Trångsund, är en svensk före detta fotbollsspelare. Hon spelade för flera klubbar i damallsvenskan och gjorde 67 matcher i Sveriges landslag. Hon var en del av det svenska landslag som vann VM-silver 2003.

## Klubbkarriär
Olsson började spela fotboll i Trångsunds IF som sexåring. Därefter spelade hon ett år i Rönninge SK. Mellan 1988 och 1994 spelade Olsson för Hammarby IF och mellan 1995 och 1999 för Djurgårdens IF. Mellan 2000 och 2005 spelade hon återigen för Hammarby IF.
Efter säsongen 2005 gick Olsson till Kopparbergs/Göteborg FC. Efter säsongen 2007 lämnade hon klubben.

## Landslagskarriär
Olsson debuterade för Sveriges A-landslag den 30 augusti 1997 i en 3–1-vinst över Island. Hon var med i Sveriges trupp vid VM 1999, VM 2003 och OS 2004.